# Anoplothyrea javana
Anoplothyrea javana är en tvåvingeart som först beskrevs av de Meijere 1911.  Anoplothyrea javana ingår i släktet Anoplothyrea och familjen rovflugor. Inga underarter finns listade i Catalogue of Life.